# Музей памяти 2-го Польского корпуса в Монте-Кассино
Музей памяти 2-го Польского корпуса в Монте-Кассино (итал. Museo Memoriale del 2 Corpo Armata Polacco a Montecassino, пол. Muzeum Pamięci 2 Korpusu Polskiego gen. Władysława Andersa) — военно-исторический музей, расположенный на польском военном кладбище в Монте-Кассино, Италия. Музей посвящён участию Армии Андерса в битве под Монте-Кассино и освобождении Италии.

## История
Музей был создан по инициативе Союза поляков в Италии и Посольства Польши при польском военном кладбище в Монте-Кассино.
Строительство музея потребовало значительных организационных и финансовых усилий, так как сложный правовой статус кладбища требовал координации со многими учреждениями как в Италии, так и в Польше. Строительные работы начались в 2011 году, финансирование строительства в значительной мере осуществлялось на пожертвования частных лиц и организаций.
Автором проекта является архитектор Пьетро Рогачень (итал. Pietro Rogacien), сын одного из участников битвы под Монте-Кассино. Павильон, в котором размещается музей, имеет круглую форму, изготовлен из местного камня для полной гармонизации с окружающей средой и архитектурой кладбища.
Торжественное открытие музея состоялось 17 мая 2014 года в 70-ю годовщину битвы при Монте-Кассино. На открытии музея присутствовал премьер-министр Польши Дональд Туск, польский сенатор, дочь генерала Владислава Андерса Анна Мария Андерс, а также ветераны Второй мировой войны, польские и итальянские официальные лица.
18 мая 2019 года президент Польши Анджей Дуда в ходе официального визита в Италию принял участие в праздновании 75-й годовщины битвы под Монте-Кассино. Вместе с супругой они посетили польское военное кладбище и Музей Памяти. На территории музея состоялась встреча президента Польши и президента Италии Серджо Маттарелла, который также посетил мероприятие. Главы государств осмотрели экспозицию музея и провели переговоры.

## Деятельность музея
Музей является выставочным и информационным центром. В музее подробно представлена история формирования и участия Армии Андерса в борьбе за освобождение Италии.
Авторами концепции выставки являются профессор Туринского университета Кристина Яворска и историк Павел Моравский.
Одним из главных проектов музея является сбор и исследование биографических данных польских солдат, погибших в Италии во время Второй мировой войны и похороненных на польских военных кладбищах в Монте-Кассино, Болонье, Лорето и Казамассиме. Музеем созданы мультимедийный стенд и веб-сайт, с помощью которых можно разыскать захоронение и получить подробную информацию.
Союзом поляков в Италии создан Фонд Музея памяти 2-го Польского корпуса, который осуществляет содержание музея и его наполнение экспонатами и историческими материалами, участвует в образовательных инициативах в различных регионах Италии, а также поддерживает исследования и публикации, связанные с историей Армии Андерса и её ролью в освобождении Италии во время Второй мировой войны.
В числе почётных членов Фонда Музея — посол Польши в Италии Анна Мария Андерс, Ассоциация ветеранов польской армии в Америке, Польский институт и музей имени генерала Сикорского в Лондоне.